# Janko Jesenský
Janko Jesenský (Turčiansky Svätý Martin, 30 dicembre 1874 – Bratislava, 27 dicembre 1945) è stato un poeta, scrittore, traduttore, nobile e politico slovacco, membro importante del movimento nazionale slovacco.

## Biografia
Nacque nella nobile famiglia Jesenský z Horného Jasena. Suo padre, Ján Jesenský-Gašparé, era un avvocato e un importante esponente del movimento nazionale slovacco e co-organizzatore di eventi di importanza nazionale (Memorandum della nazione slovacca, Matica slovenská).
La sua istruzione è maturata nella sua città natale, poi ha frequentato il liceo a Banská Bystrica e nel 1893 si è laureato a Kežmarok. Dopo due anni di accademia legale si è laureato a Prešov. A Budapest superò l'esame di avvocato. Lavorò come impiegato a Lučenec, Bytča, Liptovský Mikuláš e a Turčiansky Svätý Martin.
Nel 1905 iniziò la carriera di avvocato a Bánovce nad Bebravou. Otto anni dopo sposò Anna, figlia del famoso storico Július Botto.
Nel 1914 si arruolò nel reggimento di Trenčín. Fu accusato di tradimento nel 1915 e mandato al fronte russo. Imprigionato dai russi, in seguito aderì alla resistenza cecoslovacca in Russia. Fu redattore di diversi giornali: il Čechoslovan ("Il Cecoslovacco") di Voronež (ove ebbe come colleghi gli scrittori Jozef Gregor Tajovský e Jaroslav Hašek), e Slovenské hlasy ("Voci slovacche") di Kiev. Fu eletto vicepresidente della sezione russa del Parlamento nazionale cecoslovacco e dopo un aspro scontro politico con i bolscevichi fece ritorno in patria.
Nel 1919 si dedicò alla ricostruzione postbellica in numerosi uffici nella nuova repubblica. Nel 1922 fu governatore a Rimavská Sobota, poi a Nitra, nel 1929 si trasferisce a Bratislava, dove divenne consigliere di governo, in seguito vicepresidente del Krajinský úrad ("Ufficio per le Regioni"). Ha partecipato attivamente non solo nella politica, ma anche alla vita culturale e sociale. Negli anni 1930 - 1939 è stato vicepresidente dell'Associazione degli Scrittori slovacchi, nel 1933 divenne redattore della rivista  Slovenské smery umelecké a kritické ("Direzioni slovacche di arte e critica"). Fu sostenitore ed esponente del cecoslovacchismo. Nel 1939 si ritirò a vita privata, ciò nonostante sostenne il movimento antifascista.
Il 27 novembre 1945 fu il primo slovacco a essere insignito del titolo di "artista nazionale", ma morì appena un mese dopo. Nel 1950 i suoi resti sono stati trasportati e collocati nella tomba di famiglia al Cimitero nazionale di Martin.

## Attività
Jesenský è stato un importante autore della moderna prosa slovacca, in particolare appartiene alla prima generazione moderna dei poeti slovacchi.
Oltre alle opere scritte si è dedicato alla traduzione, soprattutto della poesia di Puškin, Jesenin e Blok. Iniziò a dedicarsi all'attività letteraria nel 1889, quando era studente al ginnasio di Kežmarok. Dopo una lunga preparazione e dopo aver pubblicato numerosi suoi scritti su giornali e riviste, pubblicò il suo primo libro di prosa a Ružomberok. Le sue prime brevi prose sono ispirate da aneddoti e prima del 1918 si dedica per lo più a novelle psicologiche. Fu il primo poeta slovacco a problematizzare i propri sentimenti, poiché in gran parte demolisce il personaggio tradizionale dell'eroe lirico, e ambienta le sue opere sia nei villaggi sia nelle piccole città, mettendo in risalto gli aspetti umoristici, che a poco a poco fa crescere in un quadro satirico.
Traduzioni delle sue opere sono uscite in diverse lingue; il cinema e la televisione hanno trasposto sulle scene alcune sue opere.

## Opere
Tutti i contenuti delle sue opere oscillarono fra alcune tematiche fondamentali, quali i sentimenti erotici, i motivi sociali, le vicende ed i dolori della guerra, come evidenziarono i suoi primi lavori, Verše (Versi, 1905), Zo zajatia (Dalla prigionia, 1918) e Verše Janka Jesenského II (1923).
Nelle opere successive, Po búrkach (Dopo le tempeste, 1932) e Proti noci (Contro la notte, 1938), Jesenský si dimostrò critico nei confronti della morale borghese e della situazione politica del suo Paese e dell'Europa.
Le raccolte Na zlobu dňa I – III (Alla cattiveria del giorno I - III, 1945) e Reflexie (Riflessioni, 1945) furono caratterizzate da una decisa satira sociale e politica.
Jesenský si è distinto anche nella prosa, e tra le sue opere più significative si possono citare Demokrati (I democratici, 1934-1937), basata sulla situazione politico-sociale della Cecoslovacchia negli anni immediatamente precedenti all'invasione della Germania, e Otroci (Gli schiavi, 1905), imperniato sul dramma di una coppia di giovani alle prese con i loro pregiudizi.

### Poesie
- 1897 – Vyznanie, poesia (pubblicata su Slovenské pohľady)
- 1905 – Verše J. Jesenského ("Versi di J. Jesenský"), raccolta di poesie
- 1918 – Z veršov Janka Jesenského ("Dai versi di Janko Jesenský"), raccolta di poesie (nel 1919 edita con il titolo Zo zajatia ("Dalla prigionia") negli Stati Uniti)
- 1923 – Verše J. Jesenského 2 ("Versi di J. Jesenský 2"), raccolta di poesie
- 1932 – Po búrkach ("Dopo le tempeste"), raccolta di poesie
- 1944 – Náš hrdina ("Il nostro eroe"), poema epico-lirico
- 1945 – Čierne dni ("Giorni neri"), raccolta di poesie
- 1945 – Proti noci ("Contro la notte"), antologia
- 1945 – Na zlobu dňa ("Alla cattiveria del giorno"), 2 voll., raccolta di poesie
- 1948 – Jesenný kvet ("Fiore d'autunno"), raccolta postuma

### Teatro
- 1895 - Bozky súboja alebo Poručík ("I baci del tenente ossia le battaglie"), farsa teatrale (manoscritto, edito solo nel 1961 nel giornale "Slovenské divadlo")
- 1895 - Medicína účinkuje ("La medicina funziona"), farsa teatrale (manoscritto)

### Prosa
- 1913 – Malomestské rozprávky ("Le favole della piccola città"), raccolta di prose brevi
- 1933 – Cestou k slobode. Úryvky z denníka 1914 – 1918 ("Viaggio verso la libertà. Estratti dal diario 1914 - 1918"), prosa documentaria
- 1935 – Zo starých časov "Dai vecchi tempi"), raccolta di novelle
- 1934 a 1938 – Demokrati ("I democratici"), 2 voll., romanzo (nel 1980 fu ricavato un film dal regista Jozef Zachar)
- 1940 – Dva medvede ("Due orsi")
- 1941 – Kvôli klasifikácii ("A causa della classificazione")
- 1942 – Prefíkaná sláva ("Gloria astuta")
- 1943 – Železničné nešťastie ("Incidente ferroviario")
- 1944 – Novely ("Novelle"), antologia
- 1945 – Reflexie ("Riflessioni"), antologia
- 1946 – Strach ("Paura")

### Antologie
- 1921 – Zobrané práce Janka Jesenského 1 – 3 ("Lavori scelti di Janko Jesenský 1 - 3")
- 1932 – Výbor z básní Janka Jesenského ("Selezione del poeta Janko Jesenský")
- 1934 – Výber z malomestských rozprávok, ("Selezione delle favole della piccola città"), prose scelte
- 1944 / 1948 – Zobrané spisy Janka Jesenského 1 – 21 ("Scritti scelti di Janko Jesenský 1 - 21")
- 1950 – Pani Rafiková a iní ("La signora Rafiková e altri"), prose scelte
- 1953 – Ženích a iné rozprávky, prose scelte
- 1953 – Výber z diela ("Selezione delle opere"), prose scelte
- 1955 – Láska a život ("Amore e vita"), poesie scelte
- 1956 – Na zlobu dňa ("Alla cattiveria del giorno"), poesie scelte
- 1957 / 1968 – Spisy 1 – 9 ("Scritti 1 - 9")
- 1960 – Slnečný kúpeľ ("Bagno di sole"), prose scelte
- 1975 – Maškarný ples a iné poviedky ("Un ballo in maschera e altri racconti"), prose scelte
- 1977 – Jesenský 1 – 2

### Traduzioni
- 1936 - Výber z poézie ("Una selezione di poesie"), traduzioni del poeta russo Sergej Esenin
- 1942- Eugen Onegin, opere tradotte da Aleksandr Sergeevič Puškin

### Altre opere
- 1918 – Počiatky slovenského pravopisu ("Le origini dell'ortografia slovacca")
- 1918 – Nástin dejín slovenskej literatúry ("Cenni di storia della letteratura slovacca")
- 1970 – Listy slečne Oľge ("Lettere alla signorina Oľga"), antologia di più di 70 lettere a Oľga Kraftová